# 神秀
神秀（606年—706年），俗姓李，洛阳尉氏人，唐朝禪宗大師。禪宗五祖弘忍首座弟子，為汉传佛教禅宗的北宗开创者。其教義傳遍西京長安、東京洛邑，並曾獲得武后、中宗、睿宗三帝之皈依，有「两京法主、三帝門師」之尊號，谥大通禅师，當時與其同修惠能分庭抗禮，有南能北秀之稱。

## 生平
神秀生於隋末，早年博览经史，聰敏多聞，少年剃髮出家，在禅宗五祖弘忍门下，称为上座；以“身是菩提树，心如明镜台，时时勤拂拭，勿使惹尘埃”一偈，表示对教义的理解，但没有得到弘忍的赞许。唐武德八年（625年）在洛阳天宫寺受具足戒。
五十岁，至蕲州黄梅县双峰东山寺参谒弘忍，从事打柴汲水等劳役以求法。深为弘忍所器重，擔任教授阿闍梨，居五祖門下第一弟子，有神秀上座的名聲。675年（上元二年），弘忍圆寂后，神秀離開東山寺，隱密修行。
唐高宗儀鳳年間（676年至679年），神秀至江陵当阳山玉泉寺，大开禅法，声名远扬。
武则天听到他的盛名，于武周久视元年（700年）遣宋之问迎请，当时神秀已年过九十。大足元年，（701年）抵东京洛阳，住于内道场，受高遇。武后时常询问，并命于当阳置度门寺、于尉氏置报恩寺，表彰功德。由此成為長安、洛陽兩京法主，武后、中宗、睿宗三帝「親教授阿闍梨」，所傳教法盛行華北，號稱「北宗」。
唐中宗即位（705年），神秀住洛阳六年，于神龙二年（706年）在天宫寺圆寂，谥大通禅师。北宗尊為六祖。

## 主要思想
神秀「北宗」極力主張漸悟之說。其同門師弟曹溪惠能於華南弘法，主張頓悟，號稱「南宗」。禪宗史上因此而有「南頓北漸」響亮之稱。
神秀的另一主要思想，是他所作示众偈说所显示的禅风，“一切佛法，自心本有；将心外求，舍父逃走”。他纯是继承道信以来的东山法门，以“心体清净，体与佛同”立说的。神秀因此主张“坐禅习定”，以“住心看净”，为一种观行方便。后来他的弟子普寂、降魔藏更发展为“凝心入定，住心看净，起心外照，摄心内证”之说。
唐玄宗开元二年（730年），在河南滑台（今滑县）的无遮大会上，惠能弟子荷澤神会辯倒了神秀門人崇远、普寂，使得「南宗」成為中國禪宗正統。

## 法嗣

### 師承
- 弘忍

### 弟子
神秀嗣法弟子有十九人，其中嵩山普寂、西京义福为著名。普寂的弟子道璇还把北宗禅传到日本。他们继续阐扬他的宗风，盛极一时，有“两京之间皆宗神秀”之概。普寂并以神秀为达摩一宗的正统法嗣，立为第六祖而自称为第七祖。其惠能一系，在惠能寂后荷泽神会出而论定是非，指出达摩宗的正统法嗣不是神秀而是惠能，并以神秀之禅由方便入为渐门，不如惠能之顿悟，于是有南顿北渐之分。南顿适应当时佛徒舍繁趋简之要求，日见其盛，神秀的门庭遂日见寂寞。

## 唐玉泉寺大通禅师碑铭
唐朝张说撰文。